# Caractere
Um caractere (português brasileiro) ou caráter (português europeu) (ou carácter em português europeu antes do Acordo Ortográfico de 1990), no contexto da informática, é o nome que se dá a cada um dos símbolos que se podem usar para produzir um programa de computador, bem como os textos e imagens apresentados na tela quando se executa um programa em modo texto.
Em programas editores de texto, pode-se afirmar que cada letra que compõe uma palavra e cada pontuação das frases são um caractere. Este termo possui um significado equivalente ao de tipo nos antigos sistemas de impressão por tipografia.